# Johann Georg Tralles
Johann Georg Tralles (15 de octubre de 1763 – 19 de noviembre de 1822) fue un matemático y físico alemán, descubridor del Gran Cometa de 1819 que lleva su nombre.

## Semblanza

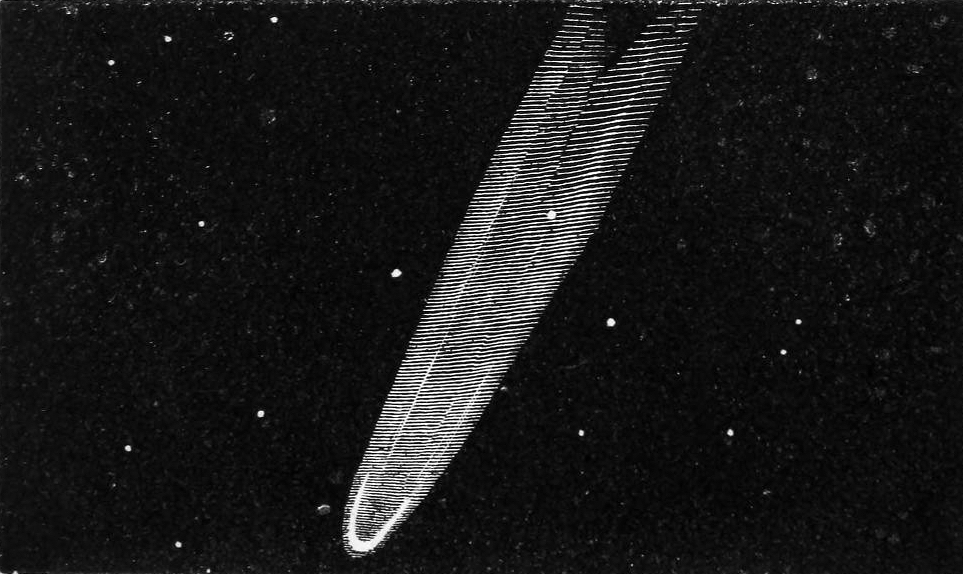
Gran Cometa de 1819

Tralles nació en Hamburgo. Inició sus estudios superiores en la Universidad de Gotinga en 1783. Ejerció como profesor en la Universidad de Berna en 1785, y en 1810 pasó a ser profesor de matemáticas en la Universidad de Berlín.
En 1798 fue representante por Suiza a las reuniones para el establecimiento del sistema métrico decimal celebradas en Francia, formando parte del comité de pesos y medidas. Ferdinand Rudolph Hassler le regaló un duplicado fabricado en hierro del prototipo del "metro del comité". Entre 1803 y 1805 trabajaron juntos en los trabajos cartográficos del Cantón de Berna.
El 1 de julio descubrió desde el Observatorio de Berlín el Gran Cometa de 1819, denominado Cometa Tralles en su honor.
Inventó un tipo de alcoholímetro (dispositivo para medir la cantidad de alcohol en un líquido).
Murió en Londres.

## Eponimia
- El Alcoholímetro de Tralles que inventó (también conocido como tipo Ritcher-Tralles)
- El cráter lunar Tralles lleva este nombre en su memoria.[3]